# 吕列克
吕列克（法語：Luriecq，法語發音：[lyʁjɛk]）是法国卢瓦尔省的一个市镇，位于该省西南部，属于蒙布里松区。

## 地理
吕列克（45°27'4"N, 4°4'48"E）面积20.28 平方千米，位于法国奥弗涅-罗讷-阿尔卑斯大区卢瓦尔省，该省份为法国中南部省份，北起顺时针与索恩-卢瓦尔省、罗讷省、伊泽尔省、阿尔代什省、上盧瓦爾省、多姆山省和阿列省接壤。
与吕列克接壤的市镇（或旧市镇、城区）包括：舍讷雷耶、埃斯蒂瓦雷耶、马罗勒、佩里尼厄、圣博内堡、圣尼济耶德福尔纳、拉图雷特。
吕列克的时区为UTC+01:00、UTC+02:00（夏令时）。

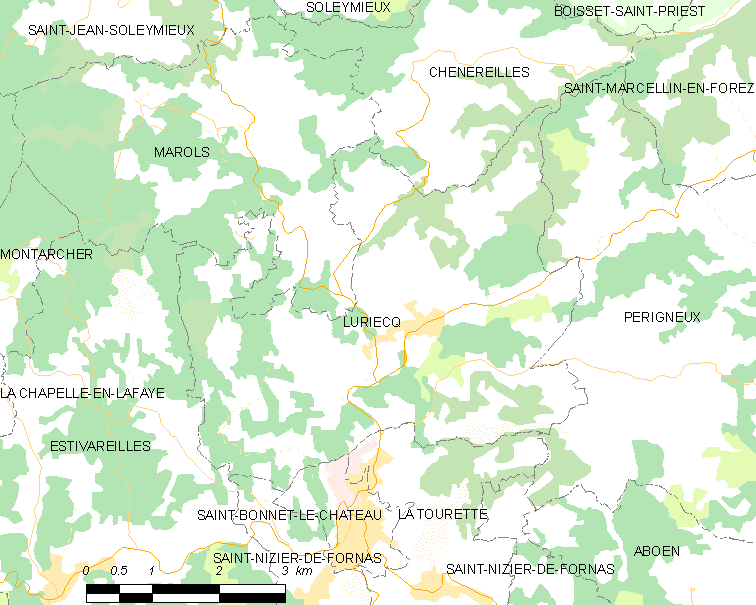
吕列克的OSM定位图

## 行政
吕列克的邮政编码为42380，INSEE市镇编码为42126。

## 政治
吕列克所属的省级选区为蒙布里松县。

## 交通
省道D498线经过吕列克。

## 人口

1962-2008年间吕列克人口变化图示

吕列克于2022年1月1日时的人口数量为1254人。